# Phiala incana
Phiala incana is een vlinder uit de familie van de Eupterotidae. De wetenschappelijke naam van de soort is voor het eerst voorgesteld door William Lucas Distant in een publicatie uit 1897.
De spanwijdte van het mannetje bedraagt 44 millimeter.

## Verspreiding
De soort komt voor in Oeganda, Malawi, Mozambique, Botswana, Zimbabwe en Zuid-Afrika.

## Waardplanten
De rups leeft op Asparagus officinalis (Liliaceae).